# Landkreis Jaroslau
Powiat Jaroslau (niem. Landkreis Jaroslau, Kreishauptmannschaft Jaroslau, pol. powiat jarosławski) – jednostka administracyjna samorządu terytorialnego dystryktu krakowskiego w Generalnym Gubernatorstwie. Funkcjonował od 12 grudnia 1939 do stycznia 1945. Siedziba władz powiatu oraz starostwa znajdowała się w Jaroslau (Jarosławiu).
Powiat miał bardzo wydłużony kształt, ciągnąc się od Rozwadowa po Przemyśl na długości około 120 km. Jego wschodnia granica biegła wzdłuż Sanu.

## Historia

### 1939
Po wybuchu II wojny światowej obszary na zachód od Linii Mołotowa znalazły się pod okupacją niemiecką, w związku z czym rejon Jarosławia stał się obszarem przygranicznym z ZSRR.
12 grudnia 1939 Niemcy utworzyli Landkreis Jaroslau w dystrykcie krakowskim, obejmujący:
- lewobrzeżną część powiatu jarosławskiego (bez miasta Sieniawa, bez gmin  Adamówka, Laszki i Radawa, bez głównej części gminy Wiązownica[4], bez prawobrzeżnej części gminy Munina[5], bez prawobrzeżnej części gminy Radymno[6] oraz mały skrawek gminy Sieniawa[7]);
- cały powiat przeworski;
- prawie cały powiat łańcucki (oprócz głównej części gminy Kuryłówka[8]);
- jedna trzecia powiatu niżańskiego (miasta Nisko i Rudnik, gminy Rudnik, Jeżowe, Kamień i Stany oraz większa część gminy Nisko[9]);
- lewobrzeżną część powiatu przemyskiego (gminę Orzechowce, przedzielone granicą gminy Dubiecko, Krzywcza, Kuńkowce i Żurawica, fragmenty gmin Stubno (Dusowce, Walawa) i Olszany (Krasice) oraz lewobrzeżną część Przemyśla (Zasanie).

### 1940
13 lipca 1940 w Landkreis Jaroslau na przemyskim, lewobrzeżnym Zasaniu utworzono nowe miasto Deutsch-Przemysl. Nowe miasto Deutsch-Przemysl wyłączono z Landkreis Jaroslau, tworząc w nim starostwo miejskie.

### 1941
Wraz z wybuchem wojny niemiecko-radzieckiej 22 czerwca 1941 tereny obwodu lwowskiego zostały zajęte przez wojska niemieckie, a Galicja Wschodnia weszła 1 sierpnia 1941 w skład Generalnego Gubernatorstwa (GG). Na mocy dekretu Adolfa Hitlera z 1 sierpnia 1941 prawie cały obszar Galicji Wschodniej utworzył nowy dystrykt o nazwie Dystrykt Galicja, jednak rejony laszkowski i sieniawski i reaktywowane na ich obszarze gminy Laszki, Radawa, Wiązownica i Sieniawa wraz z miastem Sieniawa) włączono 15 listopada 1941 do dystryktu krakowskiego, integrując je z Landkreis Jaroslau tamże. Gminy te zredukowano do dwóch w ciągu roku
Ponadto w 1941  do dystryktu krakowskiego włączono obszary  zniesionych radzieckich rejonów birczańskiego, chyrowskiego, dobromilskiego, medyckiego i przemyskiego), tworząc na nich Landkreis Przemysl. Do Landkreis Przemysl przyłączono równocześnie południowe pasmo Landkreis Jaroslau, czyli położoną na północ od Sanu część przedwojennego powiatu przemyskiego wraz ze zniesionym powiatem miejskim Deutsch-Przemysl, który 15 listopada 1941 zintegrowano ponownie z dotychczas radzieckim (prawobrzeżnym) Przemyślem.  W związku z połączeniem obu części Przemyśla w jedno miasto, granice zjednoczonego Przemyśla znacznie rozszerzono, włączając do niego następujące lewobrzeżne obszary: część gminy Kuńkowce (gromady Kuńkowce, Ostrów oraz południowy fragment gromady Ujkowice) i część gminy Żurawica (gromady Buszkowice, Buszkowiczki i Żurawica oraz wschodni fragment gromady Bolestraszyce. Okrojone gminy Kuńkowce i Żurawica zniesiono. Pozostałą część pozbawionej siedziby gminy Kuńkowce włączono do gmin: Krzywcza (Bełwin, Korytniki, Łętownia i Wapowce), Orzechowce (Ujkowice) i Olszany (Krasice), natomiast pozostałą część pozbawionej siedziby gminy Żurawica (gromady Bolestraszyce, Wyszatyce, Dusowce i Walawa) przekształcono w nową gminę Wyszatyce, do której włączono także gromadę Małkowice z gminy Orzechowce. Znacznie powiększoną gminę Krzywcza zredukowano na zachodzie, włączając gromadę Nienadowa do gminy Dubiecko.
Tak więc w 1941 roku Landkreis Jaroslau utracił cztery południowe gminy a w zamian zyskał cztery wschodnie (pod względem powierzchni saldo wyszło na plus).

### 1943
1 października 1943 zmieniła się też znacznie zachodnia granica Landkreis Jaroslau w związku z utworzeniem na jego obszarze gminy Górno (największej pod względem powierzchni jednostki w dystrykcie krakowskim) dla potrzeb administracji poligonu sił powietrznych Luftwaffe i jej zaplecza. Gminę Górno utworzono ze wschodniej części tzw. obszaru specjalnego Truppenübungsplatz Süd Dęba, jednego z największych wojskowych terenów szkoleniowych Wehrmachtu. W związku z tym, do Landkreis Jaroslau włączono:
- z Landkreis Reichshof (powiatu rzeszowskiego) fragment przedwojennego powiatu kolbuszowskiego: cały obszar gminy Raniżów (gromady Raniżów, Mazury i Zielonka), większą część gminy Dzikowiec (gromady Lipnica i Wilcza Wola oraz miejscowości Górale, Osia Góra, Poddębina i Zagroda) oraz mniejsze części gmin Sokołów (północna część gromady Górno i gromada Turza) i  Majdan (miejscowości Klatki i Koziołek);
- z Landkreis Dębica (powiatu dębickiego) fragment przedwojennego powiatu tarnobrzeskiego: wschodnią połowę gminy Grębów (gromada Jamnica oraz miejscowości Zapolednik i Sulichów) oraz niezamieszkaną południowo-zachodnią część gminy Charzewice na zachód od Rozwadowa.

W związku z powyższym zmieniono także strukturę wewnętrzną powiatu na omawianym obszarze, zarówno w zakresie liczby jak i granic gmin. Wreszcie wysiedlono dużą ilość wsi, tworząc jednocześnie nowe wsie w dawnych przysiółkach położonych na obrzeżach gminy, zostawiając środek wyludniony dla potrzeb poligonu. Wysiedlono całą gminę Stany, części gmin Nisko (Nowosielec) i Rudnik (Kończyce) oraz prawie całą gminę Jeżowe: pozostawiono przy niej tylko Jeżowe, a Groble i Sibigi włączono do gminy Górno. Do gminy Górno włączono takze części miasta Niska (Barce, Podwolina, Warchoły), gminy Nisko (Chyły) i gminy Kamień (Krzywdy). Wreszcie część gminy Kamień (gromadę Łętownia) włączono do gminy Jelna, którą przekształcono w gminę Wola Zarczycka.

### 1944–1945
Po zajęciu prawobrzeżnych terenów Landkreis Jaroslau przez Armię Czerwoną 23 lipca 1944, zostały one włączone ponownie do ZSRR, gdzie reaktywowano (m.in.) rejony sieniawski, laszkowski i przemyski). Zajęcie lewobrzeżnych terenów Landkreis Przemysl przez ZSRR spowodowało ich ponowne włączenie do Landkreis Jaroslau – dotychczasowe gminy  Dubiecko i Krzywcza (właściwie ich lewobrzeżnych części) oraz reaktywowane gminy Kuńkowce oraz gminę Żurawica (ta ostania w miejsce gminy Wyszatyce). Przyczyną tego był ponowny podział Przemyśla na Sanie co spowodowało rozpad Wielkiego Przemyśla, przez co wszystkie wsie włączone do niego w 1941 roku zostały ponownie z niego wyłączone. Małkowice, dotychczas w gminie Wyszatyce, powróciły do gminy Orzechowce. 1 stycznia 1945 Landkreis Jaroslau podzielony był na 34 gminy.

### Po wojnie
Tereny Landkreis Jaroslau formalnie zostały "wyzwolone" przez Armię Czerwoną 18 stycznia 1945 w związku z rozwiązaniem dystryktu krakowskiego, kiedy to przywrócono przedwojenny podział na powiaty (na omawianym obszarze przywrócono powiaty jarosławski, łańcucki, kolbuszowski, niżański, przeworski i tarnobrzeski). Południowe cztery gminy przemyskie (Dubiecko, Krzywcza, Kuńkowce i gminę Żurawica pozostały tymczasowo w granicach reaktywowanego powiatu jarosławskiego w szczątkowym województwie lwowskim do marca 1945.
W marcu 1945, w wyniku wytyczenia granicy między ZSRR a Polską, około 2/3 rejonu przemyskiego włączono do Polski, gdzie weszły w skład reaktywowanego powiatu przemyskiego, do którego przyłączono gminy Dubiecko, Krzywcza, Kuńkowce i Żurawica z powiatu jarosławskiego. Składy gmin sprzed wojny zostały generalnie zachowane. Jedynie dwie lewobrzeżne gromady przedwojennej gminy Stubno – Dusowce i Walawa – nie prowróciły do gminy Stubno po jej reaktywowaniu, lecz pozostały w gminie Żurawica; także gromada Ujkowice nie powróciła do gminy Kuńkowce, pozostając w gminie Orzechowce, gromada Krasice nie powróciła do gminy Olszany, pozostając w gminie Kuńkowce, a gromada Nienadowa nie powróciła do gminy Krzywcza, pozostając w gminie Dubiecko. 8 sierpnia 1945 wszystkie omawiane obszary weszły w skład nowego woj. rzeszowskiego.

## Zmiany w składzie powiatu
Skład administracyjny Landkreis Jaroslau zmieniał się następująco na przestrzeni lat:
- W latach 1939–1940:
  - miasta Jaroslau, Kańczuga, Leżajsk, Łańcut, Nisko, Przeworsk, Radymno i Rudnik,
  - gminy Chłopice, Czarna, Dubiecko, Giedlarowa, Grodzisko Dolne, Jaroslau, Jelna, Jeżowe, Kamień, Kańczuga, Kosina, Krzywcza, Kuńkowce (z fragmentem zniesionej gminy Olszany[29]), Leżajsk, Łańcut, Manasterz, Markowa, Nisko, Orzechowce, Pruchnik, Przeworsk, Radymno, Roźwienica, Rudnik, Stany, Tryńcza,  Żołynia i Żurawica (z fragmentem zniesionej gminy Stubno[30]).
- W latach 1940–1941, jak powyżej, lecz:
  - 13 lipca 1940 na Zasaniu utworzono nowe miasto Deutsch-Przemysl, do którego włączono części gmin Kuńkowce (Kuńkowce i Ostrów) i Żurawica (Buszkowice, Buszkowiczki i Żurawica); nowe miasto wyłączono równocześnie z Landkreis Jaroslau, tworząc w nim powiat grodzki;
  - pozostałą część pozbawionej siedziby gminy Kuńkowce włączono do gmin: Krzywcza (Bełwin, Korytniki, Krasice, Łętownia i Wapowce) i Orzechowce (Ujkowice),
    - z gminy Krzywcza wyłączono gromadę Nienadowa, włączając ją do gminy Dubiecko;

  - pozostałą część pozbawionej siedziby gminy Żurawica (Bolestraszyce, Wyszatyce, Dusowce i Walawa) przekształcono w gminę Wyszatyce,
    - do nowej gminy Wyszatyce włączono gromadę Małkowice z gminy Orzechowce.
- W latach 1941–1943, jak powyżej, lecz:
  - dodatnio – miasto Sieniawa oraz reaktywowane cztery gminy: (1) Laszki (z prawobrzeżnymi fragmentami przewojennych gmin Munina i Radymno), (2) Radawa, (3) Sieniawa (okrojona o północne części na rzecz gminy Cieplice w Landkreis Bilgoraj, jednak z fragmentem przedwojennej gminy Adamówka) i (4) Wiązownica na obszarze zagarniętym z ZSRR (z rejonów laszkowskiego i sieniawskiego); w 1942 roku cztery gminy podzielone na dwie – (1) Laszki i (2) Sieniawa (ta ostatnią objęła obszary gmin Radawa, Sieniawa i Wiązownica),
  - ujemnie – zniesione miasto i powiat grodzki Deutsch-Przemysl oraz gminy Dubiecko, Krzywcza[31], Orzechowce i Wyszatyce (wszystkie odpadły do Landkreis Przemysl).
- W latach 1943–1944, jak powyżej, lecz:
  - dodatnio – gmina Górno –  utworzoną z części obszarów wyłączonych z Landkreis Reichshof i Landkreis Dębica oraz wewnętrznie z części niektórych gmin i miast w Landkreis Jaroslau,
  - ujemenie – gmina Stany (zupełnie wysiedlona),
  - obszarowo zredukowano gminę Jeżowe z ośmiu oryginalnych gromad do jednej (Jeżowe),
  - częściowo wysiedlono gminy Nisko (Nowosielec) i Rudnik (Kończyce),
  - utworzono gmina Wola Zarczycka w miejsce dotychczasowej gminy Jelna, zmieniając je granice,
  - zmieniono granice większości gmin w północnej części powiatu.
- W latach 1944–1945, jak powyżej, lecz:
  - ujemnie – miasto Sieniawa włączono do ZSRR (do reaktywowanego rejonu sieniawskiego),
  - ujemnie – gminy Laszki i Sieniawa zniesiono i włączono do ZSRR, do reaktywowanych rejonów laszkowskiego i sieniawskiego).
  - dodatnio – Dubiecko, Krzywcza, Kuńkowce i Żurawica ze zniesionego Landkreis Przemysl.

## Podział administracyjny
Tabela przedstawia podział administracyjny Landkreis Jaroslau  według stanu z 1 marca 1943. Tabela jest uszeregowana alfabetycznie według gmin w Landkreis Jaroslau (pierwsza kolumna), lecz jest sortowalna, przez co można także uzyskać dane o przynależności poszczególnych miejscowości/gromad tych gmin (kolumna druga) do polskich gmin i powiatów przedwojennych (kolumny 3 i 4) oraz do rejonów radzieckich w latach 1939–1941 (kolumna 5).
Kuryswą oznaczono nowe gminy utworzone w 1941 roku przez władze hitlerowskie; normalnym tekstem opisano gminy istniejące także w II Rzeczypospolitej. Miasta oznaczono zapisem "(m)" po nazwie jednostki.
Bez kolorowego tła oznczono jednostki pozostające w granicach Landkreis Jaroslau przez cały czas jego funkcjonowania. Kolorem różowym oznaczono jednostki, które funkcjonowały w ramach powiatu tylko na początku, lecz po pewnym czasie zostały od niego odłączone (niektóre z nich powróciły jednak do niego w 1944 roku). Kolorem zielonym oznaczono jednostki, które do powiatu przyłączono później.
| Gmina w Landkreis Jaroslau         | Miejscowości / gromady | Gmina (II RP)   | Powiat (II RP) | Rejon w ZSRR (1939–1941) (1944–1945) |
| ---------------------------------- | --- | --------------- | -------------- | ------------------------------------ |
| Chłopice                           | Boratyn, Chłopice, Ciemierzowice, Dobkowice, Jankowice, Kaszyce, Rokietnica i Tapin | Chłopice        | jarosławski    | –                                    |
| Chłopice                           | Morawsko | Munina          | jarosławski    | –                                    |
| Chłopice                           | Łowce | Radymno         | jarosławski    | –                                    |
| Czarna                             | Czarna, Dąbrówki, Medynia Głogowska, Medynia Łańcucka, Pogwizdów, Węgliska, Wola Dalsza, Wola Mała i Zalesie                                                                           | Czarna          | łańcucki       | –                                    |
| Deutsch-Przemysl (m) (1940–41 →)   | Zasanie (← 1940–41 →) | Przemyśl (m)    | przemyski      | –                                    |
| Dubiecko (1939–41 → i ← 1944–45)   | Bachórzec, Drohobyczka, Dubiecko, Hucisko Nienadowskie, Kosztowa, Przedmieście Dubieckie i Śliwnica ad Dubiecko                                                                        | Dubiecko        | przemyski      | –                                    |
| Dubiecko (1939–41 → i ← 1944–45)   | Nienadowa (← 1941–45 ) | Krzywcza        | przemyski      | –                                    |
| Giedlarowa                         | Biedaczów, Brzóza Królewska, Giedlarowa, Gwizdów i Wierzawice | Giedlarowa      | łańcucki       | –                                    |
| Górno (1943–44)                    | Górno i Turza oraz wysiedlona: Markowizna | Sokołów         | kolbuszowski   | –                                    |
| Górno (1943–44)                    | Górale, Lipnica, Osia Góra, Poddębina, Wilcza Wola i Zagroda | Dzikowiec       | kolbuszowski   | –                                    |
| Górno (1943–44)                    | Klatki i Koziołek | Majdan          | kolbuszowski   | –                                    |
| Górno (1943–44)                    | Mazury, Raniżów i Zielonka | Raniżów         | kolbuszowski   | –                                    |
| Górno (1943–44)                    | Groble i Sibigi oraz wysiedlone: Cholewiana Góra, Jata, Nart Nowy, Stary Nart, Sojkowa i Zalesie                                                                                       | Jeżowe          | niżański       | –                                    |
| Górno (1943–44)                    | Krzywdy | Kamień          | niżański       | –                                    |
| Górno (1943–44)                    | Chyły oraz wysiedlony: Nowosielec | Nisko           | niżański       | –                                    |
| Górno (1943–44)                    | Barce, Podwolina i Warchoły | Nisko (m)       | niżański       | –                                    |
| Górno (1943–44)                    | wysiedlone: Kończyce | Rudnik          | niżański       | –                                    |
| Górno (1943–44)                    | wysiedlone: Bojanów, Cisów Las, Gwoździec, Korabina, Laski, Maziarnia, Przyszów i Stany                                                                                                | Stany           | niżański       | –                                    |
| Górno (1943–44)                    | Jamnica, Sulichów i Zapolednik | Grębów          | tarnobrzeski   | –                                    |
| Grodzisko Dolne                    | Chodaczów, Dembno, Grodzisko Dolne, Grodzisko Dolne, Laszczyny, Opaleniska i Zmysłówka                                                                                                 | Grodzisko Dolne | łańcucki       | –                                    |
| Jaroslau (m)                       | Jaroslau (m) | Jarosław (m)    | jarosławski    | –                                    |
| Jaroslau                           | Cieszacin Mały, Cieszacin Wielki, Kruhel Pawłosiowski, Ożańsk, Pawłosiów, Pełkinie, Szczytna, Tywonia, Wierzbna, Wola Buchowska i Wólka Pełkińska                                      | Jarosław        | jarosławski    | –                                    |
| Jaroslau                           | Kidałowice, Munina i Tuczempy | Munina          | jarosławski    | –                                    |
| Jaroslau                           | Leżachów (os.) | Sieniawa        | jarosławski    | –                                    |
| Jaroslau                           | Kostków i Wielgosy | Wiązownica      | jarosławski    | –                                    |
| Jeżowe                             | Jeżowe | Jeżowe          | niżański       | –                                    |
| Kamień                             | Kamień, Łowisko, Nowy Kamień i Wólka Łętowska | Kamień          | niżański       | –                                    |
| Kańczuga (m)                       | Kańczuga (m) | Kańczuga (m)    | przeworski     | –                                    |
| Kańczuga                           | Krzeczowice, Łopuszka Mała, Mikulice, Niżatyce, Ostrów, Pantalowice, Siedleczka, Siennów, Urzejowice, Wolica i Żuklin                                                                  | Kańczuga        | przeworski     | –                                    |
| Kosina                             | Białobrzegi, Budy Łańcuckie, Dębina, Głuchów, Korniaktów, Kosina i Rogóżno | Kosina          | łańcucki       | –                                    |
| Landshut (m)                       | Landshut (m) | Łańcut (m)      | łańcucki       | –                                    |
| Krzywcza (1939–41 → i ← 1944–45)   | Babice n/Sanem, Krzywcza, Reczpol, Ruszelczyce Skopów, Średnia i Wola Krzywiecka | Krzywcza        | przemyski      | –                                    |
| Krzywcza (1939–41 → i ← 1944–45)   | Nienadowa (1939–41 →) | Krzywcza        | przemyski      | –                                    |
| Krzywcza (1939–41 → i ← 1944–45)   | Bełwin i Łętownia (← 1941–42 → ) | Kuńkowce        | przemyski      | –                                    |
| Krzywcza (1939–41 → i ← 1944–45)   | Korytniki i Wapowce (← 1941–44 → ) | Kuńkowce        | przemyski      | –                                    |
| Kuńkowce (1939–41 → i ← 1944–45)   | Kuńkowce i Ostrów (1939–41 → i ← 1944–45) | Kuńkowce        | przemyski      | –                                    |
| Kuńkowce (1939–41 → i ← 1944–45)   | Ujkowice (1939–41 →) | Kuńkowce        | przemyski      | –                                    |
| Kuńkowce (1939–41 → i ← 1944–45)   | Bełwin i Łętownia (1939–41 → i ← 1944–45) | Kuńkowce        | przemyski      | –                                    |
| Kuńkowce (1939–41 → i ← 1944–45)   | Korytniki i Wapowce (1939–41 → i ← 1944–45) | Kuńkowce        | przemyski      | –                                    |
| Kuńkowce (1939–41 → i ← 1944–45)   | Krasice (1939–41 → i ← 1944–45) | Olszany         | przemyski      | –                                    |
| Laszki (← 1941–44 →)               | Bobrówka, Charytany, Korzenica, Laszki, Makowisko, Miękisz Nowy, Miękisz Stary, Ryszkowa Wola, Tuchla, Wólka Zapałowska, Zaleska Wola i Zapałów                                        | Laszki          | jarosławski    | laszkowski                           |
| Laszki (← 1941–44 →)               | Koniaczów, Surochów (z Sobiecinem), Wietlin i Wysocko | Munina          | jarosławski    | laszkowski                           |
| Laszki (← 1941–44 →)               | Duńkowice (z Michałówką), Grabowiec, Łazy i Nienowice | Radymno         | jarosławski    | laszkowski                           |
| Leżajsk (m)                        | Leżajsk (m) z Gillershofem | Leżajsk (m)     | łańcucki       | –                                    |
| Leżajsk                            | Przychojec, Siedlanka i Stare Miasto | Kuryłówka       | łańcucki       | –                                    |
| Manasterz                          | Hadle Kańczuckie, Hucisko Jawornickie, Łopuszka Wielka, Manasterz, Medynia Kańczucka, Tarnawka, Widaczów i Zagórze                                                                     | Manasterz       | przeworski     | –                                    |
| Markowa                            | Białoboki, Chodakówka, Gać, Markowa i Sietesz | Markowa         | przeworski     | –                                    |
| Nisko (m)                          | Nisko (m) (bez Barców, Podwoliny i Warchołów) | Nisko (m)       | niżański       | –                                    |
| Nisko                              | Nowa Wieś, Pławo (bez Chyłów), Racławice i Wolina | Nisko           | niżański       | –                                    |
| Orzechowce (1939–41 → i ← 1944–45) | Batycze, Drohojów, Duńkowiczki, Hnatkowice, Kosienice, Maćkowice, Orły, Orzechowce, Trójczyce i Wacławice                                                                              | Orzechowce      | przemyski      | –                                    |
| Orzechowce (1939–41 → i ← 1944–45) | Małkowice (1939–41 → i ← 1944–45) | Orzechowce      | przemyski      | –                                    |
| Orzechowce (1939–41 → i ← 1944–45) | Ujkowice (← 1941–45 ) | Kuńkowce        | przemyski      | –                                    |
| Pruchnik                           | Chorzów, Czelatyce, Hawłowice, Jodłówka, Kramarzówka, Pruchnik Miasto, Pruchnik Wieś, Rączyna Rozbórz Długi, Rozbórz Okrągły, Rzeplin, Świebodna, Tuligłowy, Węgierka i Wola Węgierska | Pruchnik        | jarosławski    | –                                    |
| Przeworsk (m)                      | Przeworsk (m) | Przeworsk (m)   | przeworski     | –                                    |
| Przeworsk                          | Chałupki, Dębów, Gorliczyna, Grzęska, Maćkówka, Mirocin, Nowosielce, Rozbórz, Studzian, Świętoniowa, Ujezna i Żurawiczki                                                               | Przeworsk       | przeworski     | –                                    |
| Radawa (← 1941–42)                 | Cetula, Czerwona Wola, Czerce, Mołodycz, Radawa, Surmaczówka i Zaradawa (1941–42 →) | Radawa          | jarosławski    | –                                    |
| Radymno (m)                        | Radymno (m) | Radymno (m)     | jarosławski    | –                                    |
| Radymno                            | Lutków, Ostrów, Skołoszów, Sośnica, Święte, Zabłotce, Zadąbrowie i Zamojsce | Radymno         | jarosławski    | –                                    |
| Radymno                            | Dmytrowice i Zamiechów | Chłopice        | jarosławski    | –                                    |
| Roźwienica                         | Bystrowice-Więckowice, Cząstkowice, Czudowice, Łapajówka, Pełnatycze, Roźwienica, Rożniatów, Rudołowice, Tyniowice, Wola Roźwienicka i Zarzecze                                        | Roźwienica      | jarosławski    | –                                    |
| Rudnik (m)                         | Rudnik (m) | Rudnik (m)      | niżański       | –                                    |
| Rudnik                             | Kopki, Koziarnia, Przędzel, Stróża i Tarnogóra | Rudnik          | niżański       | –                                    |
| Sieniawa (m) (← 1941–44 →)         | Sieniawa (m) | Sieniawa (m)    | jarosławski    | sieniawski                           |
| Sieniawa (← 1941–44 →)             | Dybków, Leżachów (bez Leżachowa-Osady), Pigany i Wylewa | Sieniawa        | jarosławski    | sieniawski                           |
| Sieniawa (← 1941–44 →)             | Dobra | Adamówka        | jarosławski    | sieniawski                           |
| Sieniawa (← 1941–44 →)             | Cetula, Czerwona Wola, Czerce, Mołodycz, Radawa, Surmaczówka i Zaradawa (← 1942–44) | Radawa          | jarosławski    | sieniawski                           |
| Sieniawa (← 1941–44 →)             | Manasterz (bez Wielgosów), Nielepkowice (bez Kostkowa), Piwoda, Szówsko i Wiązownica (← 1942–44)                                                                                       | Wiązownica      | jarosławski    | sieniawski                           |
| Tryńcza                            | Głogowiec, Gniewczyna Łańcucka, Gniewczyna Tryniecka, Gorzyce, Jagiełła, Tryńcza, Ubieszyn, Wólka Małkowa i Wólka Ogryzkowa                                                            | Tryńcza         | przeworski     | –                                    |
| Wiązownica (← 1941–42)             | Manasterz (bez Wielgosów), Nielepkowice (bez Kostkowa), Piwoda, Szówsko i Wiązownica (1941–42 →)                                                                                       | Wiązownica      | jarosławski    | –                                    |
| Wola Zarczycka                     | Hucisko, Jelna, Łukowa, Ruda, Sarzyna, Wola Zarczycka i Wólka Niedźwiecka | Ruda Łańcucka   | łańcucki       | –                                    |
| Wola Zarczycka                     | Łętownia (bez Krzywd) | Kamień          | łańcucki       | –                                    |
| Żołynia                            | Brzóza Stadnicka, Rakszawa, Smolarzyny i Żołynia | Żołynia         | łańcucki       | –                                    |
| Żurawica (1939–41 → i ← 1944–45)   | Bolestraszyce i Wyszatyce (1939–41 → i ← 1944–45) | Żurawica        | przemyski      | –                                    |
| Żurawica (1939–41 → i ← 1944–45)   | Buszkowice, Buszkowiczki i Żurawica (1939–41 → i ← 1944–45) | Żurawica        | przemyski      | –                                    |
| Żurawica (1939–41 → i ← 1944–45)   | Dusowce i Walawa (1939–41 → i ← 1944–45) | Stubno          | przemyski      | –                                    |
| Żurawica (1939–41 → i ← 1944–45)   | Zasanie (1939–40 → i ← 1944–45) | Przemyśl (m)    | przemyski      | –                                    |